# 19318 Somanah
19318 Somanah (1996 XB2) là một tiểu hành tinh vành đai chính được phát hiện ngày 2 tháng 12 năm 1996 bởi F. Manca và M. Cavagna ở Sormano Astronomical Observatory. It has been đặt tên theo Radhakhrishna Somanah, professor of physics và astrophysics ở University of Mauritius.